# Dead Solid Perfect (álbum)
Dead Solid Perfect es la decimosexta banda sonora compuesta por el grupo alemán de música electrónica Tangerine Dream. Publicada en 1991 por el sello Silva Screen se trata de la música compuesta para la película homónima dirigida por Bobby Roth. 
Matt Hargreaves, en su crítica para AllMusic, indica que "es un placer su escucha. Sin los esfuerzos de Silva Screen es muy probable que esta música nunca se hubiera publicado. Solo se habría escuchado a través de la televisión donde quedaba enterrada en la banda sonora. Este CD tiene 22 pistas y su tiempo total es de alrededor de 36 minutos."

## Producción
Dead Solid Perfect es la tercera banda sonora que Tangerine Dream compuso para una película del director Bobby Roth tras Heartbreakers (1985) y Tonight's The Night (no publicada hasta la fecha). Protagonizada por Randy Quaid la película, producida por HBO, es una comedia que narra la historia de un jugador profesional de golf. Con posterioridad el grupo volvería a colaborar con Roth aportando la banda sonora de otras tres películas: L'Affaire Wallraff y Rainbow Drive (ambas de 1990) y The Switch (1993).

Había hecho dos películas con música de Tangerine Dream.(...) Los elegí para el proyecto precisamente por lo extraño que sonaba.(...) Previamente intenté utilizar como banda sonora blues y canciones de corte country pero no parecían encajar correctamente con las imágenes. A los productores elegir una banda alemana de música electrónica les parecía una bizarrada pero cuando escucharon las canciones les encantó.(...) Irónicamente de todas las bandas sonoras de Tangerine Dream la de Dead Solid Perfect probablemente es la que más hizo por el desarrollo de la película"
Bobby Roth (1991) 

Tangerine Dream recibió el encargo para elaborar la banda sonora cuando estaba integrado por la breve alineación conformada por Edgar Froese, Paul Haslinger y Ralf Wadephul (en la que sería la única banda sonora que compuso durante su estancia en el grupo). Aunque no hay constancia del momento en que se efectuó la grabación se sobreentiende que tuvo lugar en el verano de 1988. Uno de los argumentos que se utilizan para verificar esta teoría es que «Theme From 'Dead Solid Perfect'», canción acreditada a Ralf Wadephul, es un tema redominado «Food For The Gods» que se incluyó en el álbum de estudio Blue Dawn (2006).
Originalmente no se tomó la decisión de publicar la banda sonora hasta que en 1991 el sello Silva Screen decidió lanzar una edición. Por ello, a diferencia de otras bandas sonoras del grupo, aparentemente la música es la misma que se ve en pantalla y que pertenecía a las piezas originalmente enviadas. Por eso la banda sonora está conformada por una amplia sucesión de piezas de breve duración que sugieren más ser bocetos de piezas.

## Lista de canciones
| N.º   | Título                                   | Escritor(es)                              | Duración |  |
| 1.    | «Theme From 'Dead Solid Perfect'»        | Edgar Froese Paul Haslinger Ralf Wadephul | 3:20     |  |
| 2.    | «In The Pond»                            | Edgar Froese Paul Haslinger Ralf Wadephul | 1:16     |  |
| 3.    | «Beverly Leaves»                         | Edgar Froese Paul Haslinger Ralf Wadephul | 0:59     |  |
| 4.    | «Of Cads And Caddies»                    | Edgar Froese Paul Haslinger Ralf Wadephul | 2:13     |  |
| 5.    | «Tournament Montage»                     | Edgar Froese Paul Haslinger Ralf Wadephul | 2:38     |  |
| 6.    | «A Whore In One»                         | Edgar Froese Paul Haslinger Ralf Wadephul | 2:14     |  |
| 7.    | «Sand Trap»                              | Edgar Froese Paul Haslinger Ralf Wadephul | 1:22     |  |
| 8.    | «In The Rough»                           | Edgar Froese Paul Haslinger Ralf Wadephul | 0:42     |  |
| 9.    | «Nine Iron»                              | Edgar Froese Paul Haslinger Ralf Wadephul | 1:39     |  |
| 10.   | «U.S. Open»                              | Edgar Froese Paul Haslinger Ralf Wadephul | 1:41     |  |
| 11.   | «My Name Is Bad Hair»                    | Edgar Froese Paul Haslinger Ralf Wadephul | 2:32     |  |
| 12.   | «In The Hospital Room»                   | Edgar Froese Paul Haslinger Ralf Wadephul | 0:36     |  |
| 13.   | «Welcome To Bushwood/Golfus Interruptus» | Edgar Froese Paul Haslinger Ralf Wadephul | 1:33     |  |
| 14.   | «Deja Vu (I've Heard This Before!)»      | Edgar Froese Paul Haslinger Ralf Wadephul | 1:32     |  |
| 15.   | «Birdie»                                 | Edgar Froese Paul Haslinger Ralf Wadephul | 1:20     |  |
| 16.   | «Divot»                                  | Edgar Froese Paul Haslinger Ralf Wadephul | 1:19     |  |
| 17.   | «Kenny And Donny Montage»                | Edgar Froese Paul Haslinger Ralf Wadephul | 1:40     |  |
| 18.   | «Off To See Beverly»                     | Edgar Froese Paul Haslinger Ralf Wadephul | 0:33     |  |
| 19.   | «Phone To Beverly»                       | Edgar Froese Paul Haslinger Ralf Wadephul | 1:19     |  |
| 20.   | «Nice Shots»                             | Edgar Froese Paul Haslinger Ralf Wadephul | 2:43     |  |
| 21.   | «Sinking Putts»                          | Edgar Froese Paul Haslinger Ralf Wadephul | 2:04     |  |
| 22.   | «Kenny's Winning Shot»                   | Edgar Froese Paul Haslinger Ralf Wadephul | 1:07     |  |
| 36:22 |                                          |                                           |          |  |

## Personal
- Edgar Froese - interpretación
- Paul Haslinger - interpretación
- Ralf Wadephul - interpretación
- Allen K. Rosen - edición
- Alan Howarth - ingeniería de sonido
- Jason King - ingeniería de sonido
- Reynold da Silva - producción ejecutiva
- Stephen Pettman - diseño gráfico
- Bobby Roth - libreto
- David Hirsch - consultor creativo
- David Stoner - consultor creativo
- James Fitzpatrick - consultor creativo
- Alan Levenson - fotografía
- Dick Rudolph - supervisor musical
- Ford A Thaxton - supervisor de proyecto